# تپه قلعه سلیمان مامه
تپه قلعه سلیمان مامه در شهرستان سقز، بخش مرکزی، روستای قبغلوچه واقع شده و این اثر در تاریخ ۲۷ مرداد ۱۳۸۲ با شمارهٔ ثبت ۹۶۴۸ به‌عنوان یکی از آثار ملی ایران به ثبت رسیده است.